# Black Tuesday
Black Tuesday är en amerikansk långfilm från 1954 i regi av Hugo Fregonese, med Edward G. Robinson, Peter Graves, Jean Parker och Milburn Stone i rollerna.

## Handling
Den våldsamma brottslingen Vincent Canelli (Edward G. Robinson) undviker med nöd och näppe döden, när han lyckas fly från fängelset natten då han ska avrättas. Tillsammans med en falsk nyhetsreporter och sin flickvän tar han med sig fem gisslan, däribland en präst.
Canelli tar även med sig medfången Peter Manning (Peter Graves) då han vill ha de pengar mannen gömt innan han åkte in. Men Manning är svårt skadad och lämnar ett blodigt spår efter sig.
Till slut blir gängets gömställe upptäckt och omringat av polisen. Canelli hotar att döda gisslan och avrättar prästen för att visa att han menar allvar. Manning blir förskräckt och dödar Canelli och han och de andra ger sedan upp.

## Rollista
| Edward G. Robinson | – Vincent Canelli |
| Peter Graves       | – Peter Manning   |
| Jean Parker        | – Hatti Combest   |
| Milburn Stone      | – Father Slocum   |
| Warren Stevens     | – Joey Stewart    |
| Jack Kelly         | – Frank Carson    |
| Sylvia Findley     | – Ellen Norris    |
| James Bell         | – John Norris     |
| Vic Perrin         | – Dr. Hart        |
| Harry Bartell      | – Boland          |
| Russell Johnson    | – Howard Sloane   |
| Paul Maxey         | – Donaldson       |
| William Schallert  | – Collins         |